# 魯默爾巴赫河
47°22′41″N 8°23′47″E / 47.37798°N 8.39641°E

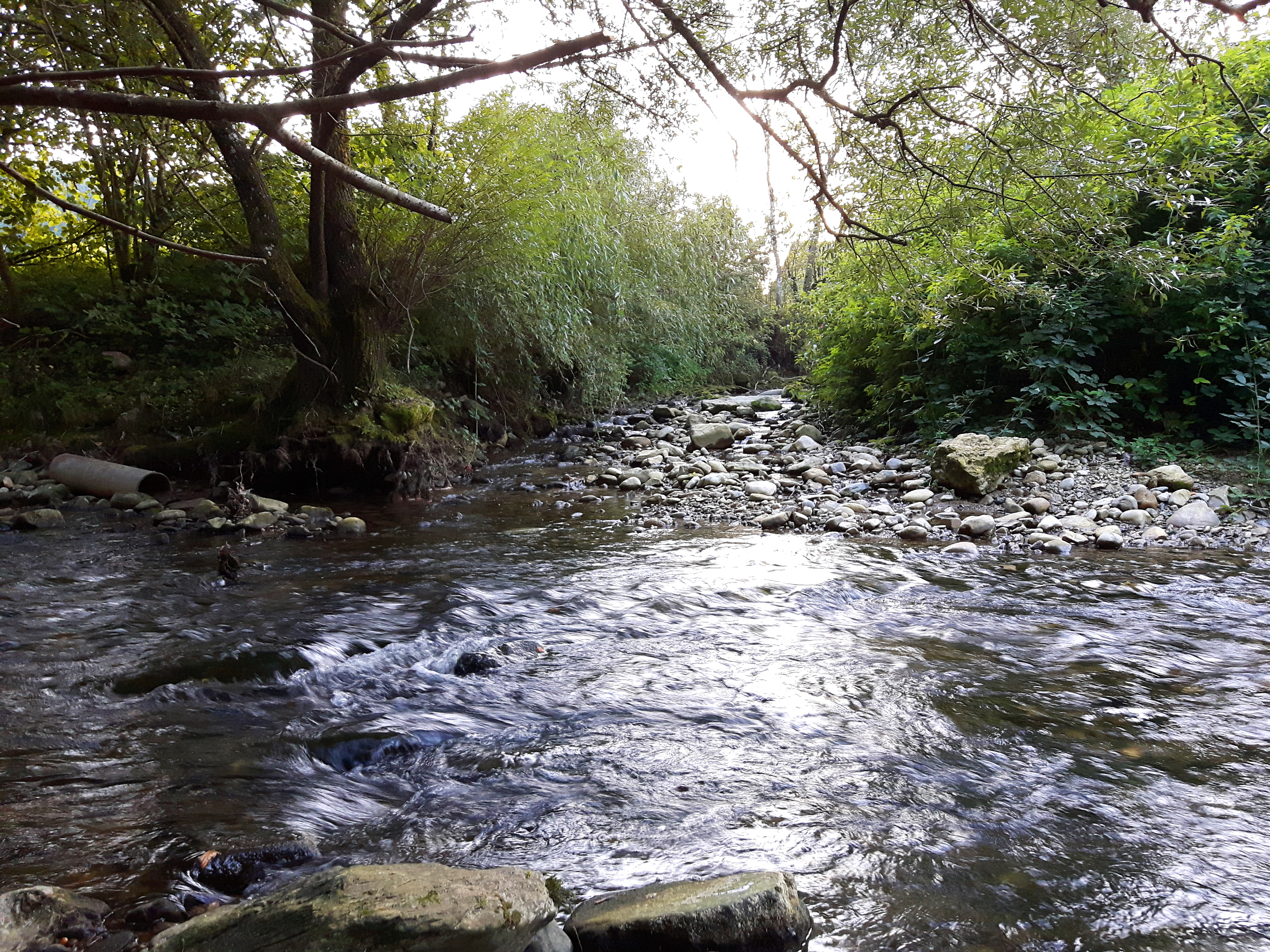

魯默爾巴赫河是瑞士的河流，位於該國北部，流經阿爾高州，屬於雷皮施河的左支流，河道全長7公里，流域面積9.2平方公里，發源自上維爾-利利，河口處在魯多夫特滕-弗里德里斯貝格。